# Haldimand—Norfolk (circonscription provinciale)
Pour les articles homonymes, voir Norfolk.
Circonscription électorale provinciale du Canada
Haldimand—Norfolk (auparavant Norfolk (1987-1999) et Haldimand—Norfolk—Brant (1999-2007)) est une circonscription provinciale de l'Ontario représentée à l'Assemblée législative de l'Ontario depuis 1999. Elle avait aussi existé de 1934 à 1987.

## Géographie
La circonscription est située dans le sud de l'Ontario. Les entités municipales formant la circonscription sont le comté de Norfolk et d'Haldimand.
Les circonscriptions limitrophes sont Ancaster—Dundas—Flamborough—Westdale, Brant, Elgin—Middlesex—London, Niagara-Ouest—Glanbrook, Oxford et Welland.

## Historique
| Législature                                                    | Années                                                       | Député                                                       | Député                                                       | Parti                                                        |
| Norfolk Circonscription issue de Norfolk-Nord et Norfolk-Sud   | Norfolk Circonscription issue de Norfolk-Nord et Norfolk-Sud | Norfolk Circonscription issue de Norfolk-Nord et Norfolk-Sud | Norfolk Circonscription issue de Norfolk-Nord et Norfolk-Sud | Norfolk Circonscription issue de Norfolk-Nord et Norfolk-Sud |
| -------------------------------------------------------------- | ------------------------------------------------------------ | ------------------------------------------------------------ | ------------------------------------------------------------ | ------------------------------------------------------------ |
| 17e                                                            | 1926-1929                                                    |                                                              | john Strickler Martin                                        | Conservateur                                                 |
| 18e                                                            | 1929-1931                                                    |                                                              | john Strickler Martin                                        | Conservateur                                                 |
| 18e                                                            | 1931-1934                                                    | Arthur Campbell Burt                                         |                                                              | Conservateur                                                 |
| Fusion de Norfolk et d'Haldimand pour former Haldimand—Norfolk |                                                              |                                                              |                                                              |                                                              |
| 19e                                                            | 1934-1937                                                    |                                                              | Richard Cotler                                               | Libéral                                                      |
| 20e                                                            | 1937-1943                                                    | Eric Cross                                                   |                                                              | Libéral                                                      |
| 21e                                                            | 1943-1944                                                    |                                                              | William Walsh                                                | Progressiste-conservateur                                    |
| 21e                                                            | 1944-1945                                                    | Charles Martin                                               |                                                              | Progressiste-conservateur                                    |
| 22e                                                            | 1945-1948                                                    | Charles Martin                                               |                                                              | Progressiste-conservateur                                    |
| 23e                                                            | 1948-1951                                                    | Charles Martin                                               |                                                              | Progressiste-conservateur                                    |
| 24e                                                            | 1951-1955                                                    | James Allen                                                  |                                                              | Progressiste-conservateur                                    |
| 25e                                                            | 1955-1959                                                    | James Allen                                                  |                                                              | Progressiste-conservateur                                    |
| 26e                                                            | 1959-1963                                                    | James Allen                                                  |                                                              | Progressiste-conservateur                                    |
| 27e                                                            | 1963-1967                                                    | James Allen                                                  |                                                              | Progressiste-conservateur                                    |
| 28e                                                            | 1967-1971                                                    | James Allen                                                  |                                                              | Progressiste-conservateur                                    |
| 29e                                                            | 1971-1975                                                    | James Allen                                                  |                                                              | Progressiste-conservateur                                    |
| 30e                                                            | 1975-1977                                                    |                                                              | Gord Miller                                                  | Libéral                                                      |
| 31e                                                            | 1977-1981                                                    |                                                              | Gord Miller                                                  | Libéral                                                      |
| 32e                                                            | 1981-1985                                                    |                                                              | Gord Miller                                                  | Libéral                                                      |
| 33e                                                            | 1985-1987                                                    |                                                              | Gord Miller                                                  | Libéral                                                      |
| Norfolk                                                        |                                                              |                                                              |                                                              |                                                              |
| 34e                                                            | 1987-1990                                                    |                                                              | Gord Miller                                                  | Libéral                                                      |
| 35e                                                            | 1990-1995                                                    |                                                              | Norm Jamison                                                 | Néo-démocrate                                                |
| 36e                                                            | 1995-1999                                                    |                                                              | Toby Barrett                                                 | Progressiste-conservateur                                    |
| Haldimand—Norfolk—Brant                                        |                                                              |                                                              |                                                              |                                                              |
| 37e                                                            | 1999-2003                                                    |                                                              | Toby Barrett                                                 | Progressiste-conservateur                                    |
| 38e                                                            | 2003-2007                                                    |                                                              | Toby Barrett                                                 | Progressiste-conservateur                                    |
| Haldimand—Norfolk                                              |                                                              |                                                              |                                                              |                                                              |
| 39e                                                            | 2007-2011                                                    |                                                              | Toby Barrett                                                 | Progressiste-conservateur                                    |
| 40e                                                            | 2011-2014                                                    |                                                              | Toby Barrett                                                 | Progressiste-conservateur                                    |
| 41e                                                            | 2014-2018                                                    |                                                              | Toby Barrett                                                 | Progressiste-conservateur                                    |
| 42e                                                            | 2018-2022                                                    |                                                              | Toby Barrett                                                 | Progressiste-conservateur                                    |
| 43e                                                            | 2022–2025                                                    |                                                              | Bobbi Ann Brady                                              | Indépendante                                                 |
| 44e                                                            | 2025-en cours                                                |                                                              | Bobbi Ann Brady                                              | Indépendante                                                 |

## Circonscription fédérale
Depuis les élections provinciales ontariennes du 4 octobre 2007, l'ensemble des circonscriptions provinciales et des circonscriptions fédérales sont identiques.